# 高雄茨藻
高雄茨藻（学名：Najas browniana）是水鳖科茨藻属的植物。分布于澳大利亚、巴布亚新几内亚、印度尼西亚、台湾岛以及中国大陆的广西等地，多生长在咸水中，目前尚未由人工引种栽培。